# Liste der portugiesischen Botschafter in Ecuador
Die Liste der portugiesischen Botschafter in Ecuador listet die Botschafter der Republik Portugal in Ecuador auf. 
Der erste Vertreter Portugals in Ecuador akkreditierte sich 1948 in Person des Botschafters Portugals in Peru. Danach wurde Ecuador Teil des Amtsbezirks des Botschafter Portugals für Kolumbien, der sich dazu in der ecuadorianischen Hauptstadt Quito jeweils zweitakkreditierte. 1962 eröffnete Portugal eine eigene Botschaft in der Hauptstadt Ecuadors. Seit deren Schließung 1975 gehört Ecuador wieder zum Amtsbezirk des portugiesischen Botschafters in Kolumbien.
Es bestehen zwei portugiesische Honorarkonsulate in Ecuador, eines in der Hauptstadt Quito und eines in Guayaquil.

## Missionschefs
| Name                                                  | Bild    | Amtszeit                         | Anmerkungen                                                                                   |
| Ecuador                                               | Ecuador | Ecuador                          | Ecuador                                                                                       |
| ----------------------------------------------------- | ------- | -------------------------------- | --------------------------------------------------------------------------------------------- |
| António José Alves Júnior                             |         | ab 1948                          | Ministro Plenipotenciário mit Amtssitz Lima, am 28. August 1948 in Quito akkreditiert         |
| João Maria da Silva Lebre e Lima                      |         | ab 1950                          | Ministro Plenipotenciário mit Amtssitz Mexiko-Stadt, am 18. August 1950 in Quito akkreditiert |
| João Rodrigues Simões Affra                           |         | ab 1956                          | Sonder-Botschafter mit Amtssitz Havanna, im August 1956 in Quito akkreditiert                 |
| João Rodrigues Simões Affra                           |         | ab 30. September 1956            | Ministro Plenipotenciário mit Amtssitz Havanna, am 16. Oktober 1956 in Quito akkreditiert     |
| Albertino dos Santos Matias                           |         | 3. Mai 1962 –2. November 1965    | Übergangs-Geschäftsträger am Amtssitz Quito                                                   |
| Manuel Rodrigues de Almeida Coutinho                  |         | 2. November 1965 –17. April 1968 | Botschafter mit Amtssitz Quito, am 20. November 1965 akkreditiert                             |
| Eduardo Augusto Andrade Braga Condé                   |         | 26. April 1968 –15. Januar 1972  | Botschafter mit Amtssitz Quito, am 15. Mai 1968 akkreditiert                                  |
| Manuel Augusto da Costa Malheiro Dias                 |         | 15. Januar 1972 –17. Juli 1972   | Übergangs-Geschäftsträger am Amtssitz Quito                                                   |
| Júlio Menino Salcedas                                 |         | 17. Juli 1972 –21. Juli 1975     | Botschafter mit Amtssitz Quito, am 2. August 1972 akkreditiert                                |
| Amândio Mourão de Mendonça Corte Real da Silva Pinto  |         | seit 1978                        | erster Botschafter Portugals mit Amtssitz Bogotá, am 13. Februar 1978 in Quito akkreditiert   |
| António Manuel Syder Santiago                         |         | seit 1989                        | Botschafter mit Amtssitz Bogotá, am 12. Juni 1986 in Quito akkreditiert                       |
| António Abel Martins Pereira de Meneses Pinto Machado |         | seit 1991                        | Botschafter mit Amtssitz Bogotá, am 29. Oktober 1991 in Quito akkreditiert                    |
| Augusto Martins Gonçalves Pedro                       |         | seit 1996                        | Botschafter mit Amtssitz Bogotá, am 5. August 1996 in Quito akkreditiert                      |
| António Augusto Jorge Mendes                          |         | seit 2001                        | Botschafter mit Amtssitz Bogotá                                                               |
| Augusto José Pestana Peixoto                          |         | seit 2006                        | Botschafter mit Amtssitz Bogotá                                                               |
| João Manuel Ribeiro de Almeida                        |         | seit 2013                        | Botschafter mit Amtssitz Bogotá                                                               |
| Maria Gabriela Vieira Soares de Albergaria            |         | seit 2018                        | Botschafterin mit Amtssitz Bogotá                                                             |